# Yabebyry
Yabebyry è un centro abitato del Paraguay, situato su un torrente che porta lo stesso nome, nel Dipartimento di Misiones. Si trova a 288 km dalla capitale del paese Asunción; forma uno dei 10 distretti in cui è diviso il dipartimento.

## Popolazione
Al censimento del 2002 Yabebyry contava una popolazione urbana di 239 abitanti (2.851 nel distretto).

## Storia
La località fu fondata nel 1790; all'epoca occupava la posizione più avanzata nel tentativo di espansione ad est, verso il fiume Paraná. Con la legge n. 406 del 1973 il distretto passò dal Dipartimento di Ñeembucú al Dipartimento di Misiones

## Economia
Il distretto di Yabebyry è una zona di produzione agricola (riso, mais, cotone, cassava) e di allevamento.

### Turismo
La creazione dell'area protetta ha sviluppato forme di turismo ecologico, con la creazione di sentieri e campeggi e l'organizzazione di safari.

## Aree protette
All'interno del distretto esiste una delle più vaste aree protette del paese, il Refugio de Vida Silvestre de Yabebyry, creato dal Decreto n. 16.147 del 18 gennaio 1993. In questa area, dove si trovano laghi, paludi e boschi sono state spostate anche numerose specie faunistiche il cui ambiente naturale era stato irrimediabilmente compromesso dall'entrata in funzione del complesso idroelettrico di Yacyretá, che ha provocato l'inondazione di 80.000 ha di terreno.